# Votská gramatika
Votská gramatika je mluvnický popis votštiny. Z historicko-politických důvodů votština nemá jednotná gramatická pravidla a proto je morfologie a fonetika jednotlivých mluvčích mírně rozdílná. K roku 2008 mluvilo votsky zhruba okolo 20 lidí.

## Jmenný rod
Votština, stejně jako ostatní baltofinské jazyky, nerozlišuje mluvnický rod u všech slovních druhů. U časování tedy třetí osoba jednotného čísla tämä vyjadřuje české „on“, „ona“ i „ono“. V některých případech se však u jmen, která označují osobu ženského pohlaví, používá speciální přípona (často se tak děje např. u povolání).

## Souhláskové stupňování
Souhláskové stupňování (votsky Assõõvahtõluz) slouží k vytváření stupňů (silného a slabého), jež jsou podstatné při ohýbání slov. Dochází ke změně souhlásek uvnitř slova, a vzniká tak jeho kmen, ke kterému se připojují koncovky pro skloňování a časování. Ke každé osobě i pádu se vztahuje buď silný, nebo slabý kmen. Silný kmen se zpravidla používá u koncovek, které nechávají slabiku otevřenou (např. partitiv), zatímco slabý u těch, které slabiku uzavírají (např. genitiv).
Příklad: Ve slově lukõa („číst“) probíhá změna z k na g. Po odtržení koncového -a (znak infinitivu) lze vytvořit dva kmeny, silný (lugõ-) a slabý (lukõ-).
Miä lugõn. – Já čtu. (koncovka -n uzavírá slabiku, slovo se dělí jako lu-gõn)

Nämä lukõa. – Oni čtou. (koncovka -a neuzavírá slabiku, slovo se dělí jako lu-kõ-a)

## Skloňování
Pravidla skloňování platí pro všechna jména (tzv. podstatná jména, přídavná jména, zájmena a číslovky). Votština má 16 pádů: nominativ, genitiv, partitiv, illativ, inessiv, elativ, allativ, adessiv, ablativ, translativ, essiv, komitativ, terminativ, abessiv, excessiv a instruktiv. Kromě těchto pádů se ve votštině v menší míře vyskytují i další tři pády: akuzativ, prolativ a lativ. Akuzativ se používá k označení předmětu a jeho tvary jsou až na výjimky u některých zájmen shodné s genitivem a nominativem. Zbytky prolativu a lativu se v současnosti vyskytují už jen u pár slov, které se užívají jako příslovce. Někteří rodilí mluvčí nepoužívají také excessiv a jeho funkci nahrazují pomocí elativu. Zvláštní je pád terminativ, který se kombinuje s illativem nebo allativem a nevztahuje se na něj vokálová harmonie (jeho přípona -ssa tedy nemá svůj druhý ekvivalent v předních samohláskách). Vokálová harmonie se rovněž nevztahuje na komitativ, který má dvě varianty: komitativ I (s příponou -ka) a komitativ II (s příponou -na/-nä; tato varianta je však málo častá).
Až na nominativ, partitiv a illativ se jednotné číslo všech pádů tvoří z genitivního tvaru jména, ke kterému se přidá přípona daného pádu. Množné číslo se tvoří přidáním sufixu -i- k původnímu genitivnímu tvaru a připojením pádové koncovky (ta je většinou stejná jako v případě jednotného čísla). Přidáním tohoto sufixu však dochází ke změnám samohlásek na konci původního kmene. Množné číslo nominativu se tvoří přidáním přípony -d ke genitivnímu tvaru jména v jednotném čísle.
Příklad skloňování slova järvi („jezero“):
| Pád        | Přípona               | Užití              | Jednotné číslo | Množné číslo | Překlad                  |
| ---------- | --------------------- | ------------------ | -------------- | ------------ | ------------------------ |
| Nominativ  | mn. č. -d             | (kdo, co)          | järvi          | järved       | jezero                   |
| Genitiv    | mn. č. -je, -ďďe      | (koho, čeho)       | järve          | järvije      | jezera                   |
| Partitiv   | -a(t), -ä(t), -t(a/ä) | –                  | järveä         | järviit      | jezero (neurčitý objekt) |
| Illativ    | -V, -sõ, -se          | do                 | järvee         | järviise     | do jezera                |
| Inessiv    | -z                    | v                  | järvez         | järviz       | v jezeře                 |
| Elativ     | -ss                   | z (zevnitř)        | järvess        | järviss      | z jezera                 |
| Allativ    | -(l)lõ, -(l)le        | do, na, k          | järvele        | järvile      | k jezeru                 |
| Adessiv    | -(l)l                 | na, u, při         | järvell        | järvill      | na jezeře                |
| Ablativ    | -lt                   | z (povrchu), od    | järvelt        | järvilt      | od jezera                |
| Translativ | -ssi                  | do (role něčeho)   | järvessi       | järviissi    | do (role) jezera         |
| Essiv      | -(n)na, -(n)nä        | jako               | järvenä        | järviinä     | jako jezero              |
| Komitativ  | -ka                   | společně (s)       | järveka        | järviika     | s jezerem                |
| Terminativ | -ssa                  | až                 | järveessa      | järviisessa  | až k jezeru              |
| Abessiv    | -tta, -ttä            | bez                | järvettä       | järvittä     | bez jezera               |
| Excessiv   | -nt                   | z (nějakého stavu) | järvent        | –            | z jezera (stav)          |

## Přídavná jména

### Stupňování
Komparativ se tvoří přidáním přípony -pi nebo -pa ke genitivnímu tvaru přídavného jména. Dvojslabičná slova zakončená na samohlásku -a se přitom mění na -õ, samohláska -ä se zase mění na -e. Při srovnávání se využívá buď partitiv, nebo spojka kui („než“). Superlativ se vyjadřuje pomocí komparativu a zájmena kõikki („vše“), které je v partitivu jednotného nebo množného čísla. Některá přídavná jména se stupňují také nepravidelně.
suuri, suurõpi, kõikkõa suurõpi (suurõpi kõikkiit) – „velký“, „větší“, „největší“ (doslova „největší ze všech“)

süvä, süvepi, kõikkõa süvepi (süvepi kõikkiit) – „hluboký“, „hlubší“, „nejhlubší“

üvä, parõpi, kõikkõa parõpi (parõpi kõikkiit) – „dobrý“, „lepší“, „nejlepší“

## Zájmena

### Osobní zájmena
| Číslo    | Osoba      | Nominativ | Genitiv | Partitiv | Illativ |
| -------- | ---------- | --------- | ------- | -------- | ------- |
| jednotné | 1. já      | miä       | minu    | minua    | minusõ  |
| jednotné | 2. ty      | siä       | sinu    | sinua    | sinusõ  |
| jednotné | 3. on, ona | tämä      | tämä    | tätä     | tämäse  |
| množné   | 1. my      | müü       | mejje   | meit     | meise   |
| množné   | 2. vy      | tüü       | tejje   | teit     | teise   |
| množné   | 3. oni     | nämä(d)   | näjje   | näit     | näise   |

U osobních zájmen první až třetí osoby singuláru lze používat dva možné tvary u allativu, adessivu a ablativu (např.: millõ – minulõ, mill – minull, milt – minult). Pro množné číslo toto pravidlo neplatí. Až na genitiv a komitativ jsou u nich všechny pády odvozené od kmene mei-, tei- a näi- (komitativ se pak tvoří přidáním přípony -ka ke genitivnímu tvaru, vznikne tedy mejjeka, tejjeka a nejjeka).

### Přivlastňování
Ačkoliv votština má přivlastňovací přípony, jako je tomu například u finštiny, postupem času se přestaly používat a v současnosti se vyskytují už jen v lidových písních. Vlastnictví se tedy vyjadřuje podmětem v genitivu. Pro zdůraznění se za něj může dát slovo õma („vlastní“, „patřící“).
Tšenen õma on kase lahsi? Minu õma. – „Čí je toto dítě? Moje.“

minu poika – „můj syn“

Přivlastňovací sufixy ve votštině (písmeno V značí prodloužení samohlásky):
| osoba | singulár   | plurál     |
| ----- | ---------- | ---------- |
| 1.    | -ni, -n    | -ni        |
| 2.    | -zi, -z    | -no/-nö    |
| 3.    | -za/-zä, V | -za/-zä, V |

Sufixy jsou u třetích osob plurálu i singuláru stejné. Ve východním nářečí se v třetí osobě používal sufix -Vzag/-Vzäg.

## Číslovky

### Přehled základních a řadových číslovek
| Číslovka | Základní                                  | Řadová                                       | Číslovka | Základní           | Řadová                |
| -------- | ----------------------------------------- | -------------------------------------------- | -------- | ------------------ | --------------------- |
| 1        | ühsi (ühs)                                | esimein                                      | 21       | kahśtšümmentä ühsi | kahśtšümmenäz esimein |
| 2        | kahsi (kahs)                              | tõin                                         | 30       | kõmtšümmentä       | kõmtšümmenäz          |
| 3        | kõlmõd (kõm)                              | kõlmõz                                       | 40       | nellätšümmentä     | nellätšümmenäz        |
| 4        | nellä                                     | nelläz                                       | 50       | viiztšümmentä      | viiztšümmenäz         |
| 5        | viisi (viiz)                              | viďďez                                       | 60       | kuuztšümmentä      | kuuztšümmenäz         |
| 6        | kuusi (kuuz)                              | kuvvõz                                       | 70       | seitseetšümmentä   | seitseetšümmenäz      |
| 7        | seitsee                                   | seittsemez                                   | 80       | kahõsaatšümmentä   | kahõsaatšümmenäz      |
| 8        | kahõsaa                                   | kahõssamõz                                   | 90       | ühesäätšümmentä    | ühesäätšümmenäz       |
| 9        | ühesää                                    | ühessämäz                                    | 100      | sata               | saaz                  |
| 10       | tšümmee                                   | tšummenäz                                    | 101      | sata ühsi          | saaz esimein          |
| 11       | ühstõššõmõt                               | ühstõššõmõz                                  | 200      | kahssataa          | kahssaaz              |
| 12       | kahstõššõmõt                              | kahstõššõmõz                                 | 300      | kõmsataa           | kõmsaaz               |
| 13       | kõmtõššõmõt                               | kõmtõššõmõz                                  | 400      | nelläsataa         | nelläsaaz             |
| 14       | nellätõššõmõt                             | nellätõššõmõz                                | 500      | viizsataa          | viizsaaz              |
| 15       | viiztõššõmõt                              | viiztõššõmõz                                 | 600      | kuuzsataa          | kuuzsaaz              |
| 16       | kuuztõššõmõt                              | kuuztõššõmõz                                 | 700      | seitseesataa       | seitseesaaz           |
| 17       | seitseetõššõmõt                           | seitseetõššõmõz                              | 800      | kahosaasataa       | kahosaasaaz           |
| 18       | kahõsaatõššõmõt                           | kahõsaatõššõmõz                              | 900      | ühesääsataa        | ühesääsaaz            |
| 19       | ühesäätõššõmõt                            | ühesäätõššõmõz                               | 1000     | tuhad              | tuhattõmõz            |
| 20       | kahśtšümmentä                             | kahśtšümmenäz                                | 2000     | kahstuhatta        | kahstuhattõmõz        |
| 3456     | kõmtuhatta nelläsataa viiztšümmentä kuusi | kõmtuhattõmõz nelläsaaz viiztšümmenäz kuvvõz |          |                    |                       |

Krátké tvary číslovek v závorkách u čísel 1 (ühs), 2 (kahs), 3 (kõm), 5 (viiz) a 6 (kuuz) se používají, pokud za nimi následuje jméno. Pokud stojí samostatně samy o sobě, používá se jejich delší tvar.
Podstatné jméno, které je za číslovkou jinou než 1, se uvádí vždy v partitivu jednotného čísla. Pokud stojí za číslovkou 1, podstatné jméno je v nominativu.
ühs tüttö – „jedna dívka“

kahs tüttöä – „dvě dívky“

### Zlomky a desetinná čísla
¼ (čtvrtina) – tšetvertti (přejaté slovo z ruštiny)

1/3 (třetina) – ühs kõlmõz õsa 

½ (polovina) – poolitõissa

3/5 – kõm viďďettä õsaa

0,25 – nulli pilkku kahśtšümmentä viisi

2,5 (dva a půl) – pooli-kõlmõtta

## Slovesa
Příklad časování slovesa lukõa – „číst“ (na druhém řádku je malým písmem uveden zápor):
| Osoba              | Přítomný čas      | Předpřítomný čas                 | Minulý čas            | Předminulý čas                      | Budoucí čas                   | Předbudoucí čas                   | Kondicionál              | Imperativ               |
| ------------------ | ----------------- | -------------------------------- | --------------------- | ----------------------------------- | ----------------------------- | --------------------------------- | ------------------------ | ----------------------- |
| Miä 1. os. j. č.   | lugõn en lugõ     | õõn lukõnnud en õlõ lukõnnud     | luďin en lukõnnud     | õlin lukõnnud en õllud lukõnnud     | nõõn lukõma en nõõ lukõma     | leen lukõnnud еn lee lukõnnud     | lukõizin en lukõiz       | la lugõn! la en lugõ!   |
| Siä 2. os. j. č.   | lugõd ed lugõ     | õõd lukõnnud ed õlõ lukõnnud     | luďib ed lukõnnud     | õlib lukõnnud ed õllud lukõnnud     | nõõd lukõma ed nõõ lukõma     | leed lukõnnud еd lee lukõnnud     | lukõizid ed lukõiz       | lugõ! elä lugõ!         |
| Tämä 3. os. j. č.  | lugõb eb lugõ     | on lukõnnud eb õlõ lukõnnud      | lutši eb lukõnnud     | õli lukõnnud eb õllud lukõnnud      | nõõb lukõma eb nõõ lukõma     | leeb lukõnnud еb lee lukõnnud     | lukõiz eb lukõiz         | lukõgo! elko lukõgo!    |
| Müü 1. os. mn. č.  | lugõmmõ emmä lugõ | õõmmõ lukõnnud emmä õlõ lukõnnud | luďimmõ emmä lukõnnud | õlimmõ lukõnnud emmä õllud lukõnnud | nõõmmõ lukõma emmä nõõ lukõma | leemmä lukõnnud emmä lee lukõnnud | lukõizimmõ emmä lukõiz   | lugõmmõ! la emmä lugõ!  |
| Tüü 2. os. mn. č.  | lugõttõ että lugõ | õõttõ lukõnnud että õlõ lukõnnud | luďittõ että lukõnnud | õlittõ lukõnnud että õllud lukõnnud | nõõttõ lukõma että nõõ lukõma | leettä lukõnnud että lee lukõnnud | lukõizittõ että lukõiz   | lukõga! elka lukõga!    |
| Nämä 3. os. mn. č. | lukõa eväd lugõ   | õlla lugõttu eväd õlõ lugõttu    | lugõtti eväd lugõttu  | õlti lukõnnud evad õltu lugõttu     | nõisa lukõma eväd nõõ lukõma  | leeväd lugõttu eväd lee lugõttu   | lugõttaiz eväd lugõttaiz | lukõgod! elkod lukõgod! |

### Slovesný čas
Votština má celkem šest časů: přítomný, předpřítomný, minulý, předminulý, budoucí a předbudoucí. Pouze přítomný a minulý má však jednoduché tvary a zbytek časů se tvoří pomocnými slovesy. Osobní zájmena není nutné při časování uvádět, v případě zdůraznění dané osoby je však lze použít, podobně jako v češtině. Většina sloves se časuje pravidelně (výjimka je např. sloveso õlla – „být“).

#### Přítomný čas
Přítomný čas je stejný jako v češtině. Tvoří se přidáním osobních koncovek ke slabému kmenu slovesa, v případě třetí osoby množného čísla ke kmenu silnému. V případě množného čísla existují vždy dvě koncovky – ty se doplňují podle vokálové harmonie. Zápor se tvoří pomocí speciálního neúplného slovesa a kmene významového slovesa, který se během dalšího časování nemění (viz níže).
lukõa – „číst“ → kmen lugõ / lukõ (viz souhláskové stupňování výše)
| 1. osoba: -n → lugõ + n → lugõn („čtu“)  | 1. osoba: -mmõ/-mmä → lugõ + mmõ → lugõmmõ („čteme“) |
| 2. osoba: -d → lugõ + d → lugõd („čteš“) | 2. osoba: -ttõ/-ttä → lugõ + ttõ → lugõttõ („čtete“) |
| 3. osoba: -b → lugõ + b → lugõb („čte“)  | 3. osoba: -a/-ä → lukõ + a → lukõa („čtou“)          |

U jiné varianty votštiny existují naopak přípony -n, -d, -b, -mma/-mmä, -tta/-ttä, -vad/-väd.

#### Předpřítomný čas
Předpřítomný čas se nevyskytuje v češtině a překládá se tedy jako přítomný nebo minulý čas. Jedná se o děj, který začal v minulosti a trvá dál do přítomnosti, nebo s ní má nějakou spojitost. Tvoří se pomocí přítomného času slovesa õlla („být“) v příslušné osobě a slovesa s prvním příčestím. U třetí osoby množného čísla se používá namísto prvního příčestí používá druhé. Při tvoření záporné věty se do záporu dá jen sloveso õlla.
Õõn sene lukõnnud. – (Už) jsem to přečetl.
En õlõ sitä lukõnnud. – (Ještě) jsem to nepřečetl.

#### Minulý čas
Jako minulý čas votština používá imperfektum. Jeho tvorba je složitější a vychází z tvarů přítomného času sloves. K jeho vytvoření používá sufixu -i (případně -zi), který se nachází mezi kmenem slovesa a jeho osobní koncovkou. U třetí osoby množného čísla se osobní koncovka -a/-ä mění na -tti.
Pravidla pro tvorbu minulého času:
- Končí-li kmen slovesa na krátké a:
  - Je-li sloveso dvouslabičné a v první slabice se vyskytuje samohláska a, pak se a ve kmeni mění na õ. (příklad a)
  - Je-li sloveso dvouslabičné a v první slabice se vyskytuje samohláska õ, pak se a ve kmeni mění na i. (příklad b)
  - Je-li sloveso víceslabičné, mění se a ve kmeni rovněž na i. (příklad c)
- Končí-li kmen slovesa na krátké e, õ, ä, mění se tyto samohlásky na i. (příklad d)
- Končí-li kmen slovesa na krátké o, u, ü, i, přidá se mezi tuto samohlásku a osobní koncovku sufix -zi-. Při připojení tohoto sufixu se kmen slovesa mění ze slabého na silný. Ve třetí osobě tento sufix není a ponechává se jen poslední samohláska v kmeni (tento tvar je tedy shodný s přítomným časem). (příklad e)
- Končí-li kmen slovesa na dlouhé a nebo ä, mění se obě poslední samohlásky v kmeni na i. (příklad f)
- V případě sloves se zakončením -ta/-tä se poslední samohláska kmene změní na zi, ve třetí osobě jednotného čísla pouze na z. (příklad g)
- Končí-li kmen slovesa na dvojhlásky аu, äü, õu, еü (tzn. slovesa, kde zakončení -ta/-tä předchází dvojhláska), připojuje se mezi kmen a osobní koncovku sufix -zi-, ve třetí osobě jednotného čísla pouze na z. (příklad h)

- a) laulaa – „zpívat“: laulan („zpívám“) → laulõn („zpíval jsem“)
- b) õssaa – „koupit“: õsan („kupuji“) → õsin („kupoval jsem“)
- c) avittaa – „pomáhat“: avitan („pomáhám“) → avitin („pomáhal jsem“)
- d) koolla – „umřít“: koolõn („umírám“) → koolin („umíral jsem“)
- e) õppia – „učit se“: õpin („učím se“) → õppizin („učil jsem se“)
- f) lentää – „letět“: lentään („letím“) → lentiin („letěl jsem“)
- g) langõta – „padat“: lankõan („padám“) → lankõzin („padal jsem“)
- h) naisiuta – „ženit se“: naisiun („žením se“) → naisiuzin („ženil jsem se“)

K utvoření záporu se využívá záporného slovesa a významového slovesa v prvním participiu. U třetí osoby množného čísla se používá druhé participium.
Luďin tširjaa. – Četl jsem knihu.

En lukõnnud tširjaa. – Nečetl jsem knihu.

Eväd lugõttu tširjaa. – Nečetli knihu.

#### Předminulý čas
Předminulý čas se vyskytuje jen zřídka a označuje děj, který skončil k nějakému danému bodu v minulosti. Tvoří se podobně jako čas předpřítomný. Sloveso õlla je však v minulém čase, místo v přítomném. Na rozdíl od ostatních časů využívající příčestí ke své tvorbě, se ve třetí osobě významového slovesa nepoužívá příčestí druhé, ale první. Toto pravidlo však platí pouze u kladné věty (v záporu se tedy u významového slovesa opět využívá druhého participia). Pomocné sloveso „být“ je však vždy ve tvaru s druhým příčestím.
Sinu tulõmizõssi õlin tuõnnud. – Pracoval jsem, dokud jsi nepřišel. (doslovně „Do tvého příchodu jsem pracoval.“)

Sinu tulõmizõssi en õllud tuõnnud. – Nepracoval jsem, dokud jsi nepřišel.

Sinu tulõmizõssi õlti tuõnnud. – Pracovali, dokud jsi nepřišel.

Sinu tulõmizõssi evad õltu tuõttu. – Nepracovali, dokud jsi nepřišel.

#### Budoucí čas
Budoucí čas se tvoří krátkými formami pomocných sloves liďďä („být v budoucnu“) nebo nõisa („začít“), případně slovesem võttaa („vzít“), a významovým slovesem v druhém infinitivu. Pro vyjádření budoucího času samotného slovesa být se pak používá jen dlouhá forma slovesa liďďa. Na rozdíl od ostatních časů je jeho předmět vždy v partitivu.
Leened kotonna? – Budeš doma?

En lee kotonna. – Nebudu doma.
Nõõn sitä lukõma. – Budu to číst.

En nõõ sitä lukõma. – Nebudu to číst.

Kromě budoucího času se dá budoucnost ve votštině vyjádřit i jinými způsoby, mj. přítomným časem nebo syntakticky, podobně jako v ostatních baltofinských jazycích.

#### Předbudoucí čas
Předbudoucí čas označuje děj, který někdy v budoucnosti skončí. V češtině odpovídá dokonavému vidu. Tvoří se krátkou formou pomocného slovesa liďďä („být v budoucnu“) a významového slovesa s prvním příčestím. U třetí osoby množného čísla se používá namísto prvního příčestí používá druhé. Předmět je v genitivu. Při tvoření záporné věty se do záporu dá jen sloveso liďďa.
Leen sene lukõnnud. – Přečtu si to.

En lee sitä lukõnnud. – Nepřečtu si to.

#### Nepravidelná slovesa
Na rozdíl od ostatních jazyků ve votštině existuje malé množství nepravidelných sloves. Celkem jich je šest: õlla („být“), liďďä („být v budoucnu“), nõisa („vstát, stát se, začít“), mennä („jít“ – nedokonavý vid), lähtiä („jít“ – dokonavý vid) a tehä („dělat“ – časuje se však stejně jako mennä). Ačkoliv jsou označována za nepravidelná, jejich časování je velice podobné jako u pravidelných sloves.
U slovesa liďďä a nõisa existují dvě formy časování – první s krátkým tvarem slova, druhá s dlouhým. Zatímco dlouhý tvar se používá k vyjádření samotného (plnovýznamového) slovesa, krátký slouží při tvoření časů jako pomocné sloveso.
| õlla („být“) | õlla („být“) | jednotné číslo      | jednotné číslo     | jednotné číslo     | množné číslo           | množné číslo           | množné číslo          |
| õlla („být“) | õlla („být“) | Miä                 | Siä                | Tämä               | Müü                    | Tüü                    | Nämä                  |
| Prézens      | Prézens      | õõn (en õõ)         | õõd (ed õõ)        | on (eb õõ)         | õõmmõ (emmä õõ)        | õõttõ (että õõ)        | õlla (eväd õõ)        |
| Imperfektum  | Imperfektum  | õlin (en õllud)     | õlid (ed õllud)    | õli (eb õllud)     | õlimmõ (emmä õllud)    | õlittõ (että õllud)    | õlti (eväd õltu)      |
| Futurum      | Futurum      | leenen (en lee)     | leened (ed lee)    | leeneb (eb lee)    | leenemmä (emmä lee)    | leenettä (että lee)    | leeneväd (eväd lee)   |
| Kondicionál  | Kondicionál  | õlõizin (en õlõiz)  | õlõizid (ed õlõiz) | õlõiz (eb õlõiz)   | õlõizimmõ (emmä õlõiz) | õlõizittõ (että õlõiz) | õltaiz (eväd õlõiz)   |
| Imperativ    | Imperativ    | la õõn! (la en õõ!) | õõ! (elä õõ!)      | õlko! (elko õlko!) | õõmmõ! (la emmä õõ!)   | õlka! (elka õlka!)     | õlkod! (elkod õlkod!) |

| I. participium  | õllud | I. infinitiv  | õlla |
| II. participium | õltu  | II. infinitiv | õõma |

### Slovesný způsob

#### Kondicionál
Podmiňovací způsob se tvoří přidáním sufixu -izi- k silnému kmenu slovesa a následným připojením osobní koncovky. Výjimkou je třetí osoba jednotného čísla, kde se osobní koncovka -b nepřipojuje, ale sufix -izi- se jen zkrátí na -iz. U třetí osoby množného čísla se místo sufixu -izi- a osobní koncovky přidává jen koncovka -ttaiz/-ttäiz k slabému kmenu slovesa.
Lukõizin. – Četl bych.

Lukõiz. – Četl by.

Lugõttaiz. – Četli by.
Zápor se tvoří pomocí záporného slovesa a významového slovesa s koncovkou -iz připojenou k silnému kmenu. U třetí osoby množného čísla se připojuje koncovka -ttaiz/-ttäiz.
En lukõiz. – Nečetl bych.

Eväd lugõttaiz. – Nečetli by.

#### Imperativ
Rozkazovací způsob se u každé osoby tvoří odlišným způsobem. U první osoby jednotného čísla je imperativ tvořen částicí la! („ať!“) a slovesem v první osobě singuláru přítomného času oznamovacího způsobu. Druhá osoba má stejný tvar jako slabý kmen slovesa. Třetí osoba se tvoří připojením koncovek -go (v případě, že kmen slovesa končí na samohlásku) k silnému kmeni slovesa nebo -ko (v případě, že končí na souhlásku). U množného čísla je první osoba rozkazovacího způsobu shodná s oznamovacím. Druhá osoba plurálu se tvoří podobně jako třetí osoba singuláru, liší se jen v koncovkách -ga/-ka. Stejné pravidlo platí rovněž i pro třetí osobu plurálu, koncovky této osoby v singuláru se jen převedou do množného čísla, tedy -god/-kod.
Zápor se u prvních osob tvoří částicí la a slovesem v přítomném čase v záporu. U ostatních osob se používá jejich tvar rozkazovacího způsobu spolu se záporným slovesem elä (u druhé osoby singuláru). Další osoby k tomuto slovesu připojují svoji koncovku v rozkazovacím způsobu, vzniká tedy elko, elka a elkod.
Příklad tvorby imperativu na slovese lukõa – „číst“:

1. osoba sg.: la + lugõn → La lugõn! („Ať čtu!“) / La en lugõ! („Ať nečtu!“)

2. osoba sg.: lugõ- → Lugõ! („Čti!“) / Elä lugõ! („Nečti!“)

3. osoba sg.: lukõ + -go → Lukõgo! („Ať čte!“) / Elko lukõgo! („Ať nečte!“)

1. osoba pl.: lugõmmõ → Lugõmmõ! („Čtěme!“) / La emmä lugõ! („Nečtěme!“)

2. osoba pl.: lukõ + -ga → Lukõga! („Čtěte!“) / Elka lukõga! („Nečtěte!“)

3. osoba pl.: lukõ + -god → Lukõgod! („Ať čtou!“) / Elkod lukõgod! („Ať nečtou!“)

### Zápor
Zápor se ve votštině tvoří pomocí speciálního neúplného slovesa, které se v češtině nevyskytuje. Podobně jako u ostatních baltofinských jazyků vzniklo přidáním osobních koncovek ke kmeni e- označující zápor (zvláštní případ tvoří jen 3. osoba množného čísla). Ke každé osobě se tedy vztahuje jiný tvar tohoto slovesa:
| 1. e + -n → en (já ne)   | 1. e + -mmä → emmä (my ne)    |
| 2. e + -d → ed (ty ne)   | 2. e + -ttä → että (vy ne)    |
| 3. e + -b → eb (on/a ne) | 3. e + -väd → eväd (oni/y ne) |

V této podobě se pak používá k vytvoření záporu prakticky u všech časů a způsobů (výjimku tvoří jen rozkazovací způsob, kde jsou tyto tvary odlišné). V přítomném čase se za něj dá jen kmen časovaného slovesa (např. kmen lugõ- od slovesa lukõa – „číst“), který pak zůstává při časování stejný a mění se jen záporné sloveso, tedy en lugõ, ed lugõ, eb lugõ, atd. (srov. s českým nebudu číst, nebudeš číst, atd.). U jiných časů se místo kmene slovesa často používá první příčestí (předpřítomný, minulý, předminulý a budoucí čas), u předbudoucího času druhý infinitiv slovesa (-ma/-mä) a u podmiňovacího způsobu pak vlastní koncovka.
| lugõn → en lugõ („nečtu“ – přítomný čas)                  | õõn lukõnnud → en õlõ lukõnnud („ještě jsem nečetl“ – předpřítomný) |
| luďin → en lukõnnud („nečetl jsem“ – minulý čas)          | õlin lukõnnud → en õllud lukõnnud („nečetl jsem“ – předminulý čas)  |
| nõõn lukõma → en nõõ lukõma („nebudu číst“ – budoucí čas) | leen lukõnnud → еn lee lukõnnud („nepřečtu“ – předbudoucí čas)      |
| lukõizin → en lukõiz („nečetl bych“ – podmiňovací způsob) |                                                                     |

V záporné větě je předmět vždy v partitivu.

### Infinitivy
Votština má dva infinitivy. První infinitiv má funkci lemmy a odvozují se od něj kmeny daného slovesa. Jeho zakončení má stejnou podobu jako koncovky partitivu (-а, -õ, -ä, -ta, -tä) a inessivu (-az, -äz, -ez, -tõz, -tez) u podstatných jmen. Inessivní forma prvního infinitivu se používá při vyjádření právě vykonávané činnosti.
Příklad na slovese mennä („jít“):

Meen. – Jdu.

Õõn menez. – Právě jdu. / Jsem na cestě.
Druhý infinitiv má koncovku -ma/-mä, která se připojuje k silnému kmenu. Ke slovesu v tomto tvaru se pak přidávají další pádové koncovky illativu (-ma/-mä), inessivu (-maz/-mäz), elativu (-mass/-mäss) nebo abessivu (-matta/-mättä). Illativní tvar infinitivu je v podstatě shodný s tvarem infinitivu bez pádové koncovky a používá se pouze po slovesech pohybu (např. mennä, „jít“), čímž vyjadřuje budoucí čas. Inessivní tvar se používá po slovesech õlla („být“) nebo tšävvä („chodit“). Podobně jako u prvního infinitivu může vyjadřovat právě vykonávanou činnost.
Meen söömä. – Jdu se najíst.

Õõn söömäz. – Právě jím.

Tuõn söömäss. – Byl jsem se najíst. (dosl. „Právě jdu z jedení.“)

Õõn söömättä. – Nejedl jsem.

### Příčestí
Votština má dva příčestí (participia). Slouží k tvorbě slovesných časů a jejich záporů. Nejčastěji se pro tento účel využívá prvního (aktivního) příčestí, a to u předpřítomného, předminulého a předbudoucího času, dále pak u jejich záporu a záporu minulého času. První příčestí se tvoří přidáním koncovky k silnému kmeni slovesa (ta se mírně liší dle zakončení kmene).
- končí-li kmen na samohlásku, připojuje se koncovka -nnud/-nnüd (např.: lukõa – „číst“, kmen lukõ-: lukõ + -nnud → lukõnnud)
- končí-li kmen na souhlásku, koncovka se s ní asimiluje:
  - při zakončení kmenu na n má koncovka tvar -nnud/-nnüd (např.: mennä – „jít“, kmen men-: men + -nnüd → mennüd)
  - při zakončení kmenu na h má koncovka tvar -hnud/-hnüd (např.: tehä – „dělat“, kmen teh-: teh + -hnüd → tehnüd)
  - při zakončení kmenu na l má koncovka tvar -llud/-llüd (např.: tulla – „přijít“, kmen tul-: tul + -llud → tullud)
  - při zakončení kmenu na s má koncovka tvar -znud/-znüd (např.: pesä – „mýt“, kmen pes-: pes + -znüd → peznüd)

Druhé příčestí (pasivní) má daleko menší využití. Váže se pouze ke slovesu ve třetí osobě množného čísla u tvorby kladného předpřítomného a předbudoucího času, jejich záporu a záporu minulého a předminulého času. Ke slabému kmenu se připojí koncovka -ttu/-ttü, končí-li však kmen slovesa na souhlásku, dvojhlásku nebo dlouhou samohlásku, připojuje se koncovka -tu/-tü.
Pokud sloveso v příčestí stojí samo o sobě a není tedy součástí nějakého času, má funkci přídavného (někdy i podstatného) jména utvořeného ze slovesa:
koolla – „umřít“ (kmen kool-): kool + -llud → koollud („mrtvý“; „mrtvola, zesnulý“)

### Posesivní konstrukce
Podobně jako ostatní baltofinské jazyky votština nemá sloveso „mít“. Nahrazuje ho posesivní konstrukce, ve které je vlastník v adessivu a za ním následuje 3. osoba jednotného čísla slovesa õlla („být“) v požadovaném čase. Kromě vlastnictví se pomocí této konstrukce dá vyjádřit i nějaký aktuální stav osoby.
Mill on tširja. / Mill eb õlõ tširjaa. – Mám knihu. / Nemám knihu.

Sill õli tširja. / Sill eb õllud tširjaa. – Měl jsi knihu. / Neměl jsi knihu.

Täll on kõmtšümmentä vootta. – Je mu třicet let.

### Verbální substantiva
Verbální substantiva (slovesná podstatná jména) mají obvykle koncovku -min, připojenou k silnému kmeni slovesa. V češtině jim odpovídají slova zakončená na -ní a -tí.
lukõa („číst“): lukõ + -min → lukõmin („čtení“)

## Příslovce
Příslovce se někdy ve votštině chovají obdobně jako některé postpozice či prepozice, tzv. se dají částečně „vyskloňovat“ v lokálních pádech. Tvoří se buď z přídavných jmen přidáním pádových koncovek, anebo mají svoji vlastní neodvozenou podobu.
| kõrkõa – vysoký          | süvä – hluboký           |
| kõrkõall – vysoko (kde?) | süväle – hluboko (kam?)  |
| kõrkõalt – zvysoka       | süväll – hluboko (kde?)  |
| kõrkõalõ – vysoko (kam?) | süvässi – hluboko (jak?) |

### Stupňování
Komparativ se tvoří buď přidáním sufixu -pa-/-pä- mezi základní tvar jména a pádovou koncovku (většinou v případě lokálních příslovcí), nebo přidáním sufixu -pii k tvaru přídavného jména, z něhož se příslovce tvoří.
kõrkõapall – výše (kde?)

kõrkõapalt – „z ještě větší výšky“, „ještě víc zvysoka“

kõrkõapallõ – výše (kam?)

süvepii – hlouběji
Superlativ se tvoří stejným způsobem jako u přídavných jmen, tedy pomocí komparativu a zájmena kõikkõa v partitivu.
kõrkõapall kõikkiit / kõikkõa kõrkõapall – nejvýše (kde?)

süvepii kõikkiit / kõikkõa süvepii – nejhlouběji

## Předložky a záložky
Ve votštině se vyskytuje oproti jiným jazykům velké množství předložek (stojící před jménem, které určuje) a záložek (stojící za jménem), jež využívá mnohem častěji. Většina předložek i záložek se dá do jisté míry „skloňovat“ v lokálních pádech. Pojí se často s genitivem a partitivem, možné jsou ale i kombinace s jinými pády, jako je např. komitativ, illativ, elativ, aj.
sene tagaa – za to (koho? co?)

sene takaa – za to (kam?)

sene takana – za tím (kým? čím?)

## Otázka a odpověď
Tázací věta má ve votštině stejnou podobu jako věta oznamovací, pro jejich rozlišení se na konci otázky používá jen otazník. V případě otázky, na kterou se odpovídá ne, se používá pouze záporné sloveso (případně i kmen slovesa „být“, pokud je součástí otázky).
Lugõd? En. – Čteš? Ne (nečtu).

On sil minu tširjaa? En õõ. – Máš moji knihu? Ne (nemám).

## Předmět
Předmět ve větě je buď v partitivu, pokud děj trval neurčitou dobu, nebo v genitivu, pokud se jedná o dobu určitou a děj je ukončený. Do češtiny se tento rozdíl dá přeložit pomocí nedokonavého a dokonavého vidu. Partitiv se používá také u věty záporné.
Luďin tširja. – Přečetl jsem knihu. (předmět v genitivu)

Luďin tširjaa. – Četl jsem knihu. (předmět v partitivu)